# Divadlo Karla Hynka Máchy
Divadlo Karla Hynka Máchy, před rokem 1945 Městské divadlo, je městské divadlo v Litoměřicích. Navazuje na tradice místního divadelnictví sahající prokazatelně až do 16. století. Jeho památkově chráněná klasicistní budova byla slavnostně otevřena v roce 1822, a patří tak k nejstarším kamenným divadlům v Čechách.

## Budova
Budova divadla (Litoměřice, č. p. 276), situovaná do dvora přilehlého Domu U Černého orla (č.12/4), vznikla přestavbou zde existujícího hospodářského objektu. Budovu v klasicistním stylu navrhl architekt a stavitel Josef Gaube (1782–1861), který je také autorem několika návrhů domů na litoměřickém Mírovém náměstí. V roce 1834 a 1842 bylo divadlo rozšířeno a na začátku 20. století byly provedeny nezbytné bezpečnostní úpravy (železná opona a nouzové východy). V roce 1923 bylo divadlo rozšířeno do postranní Gebhardovy uličky. Nový hlavní vstup do divadla byl vybudován v roce 1929 z přilehlého dvora. 

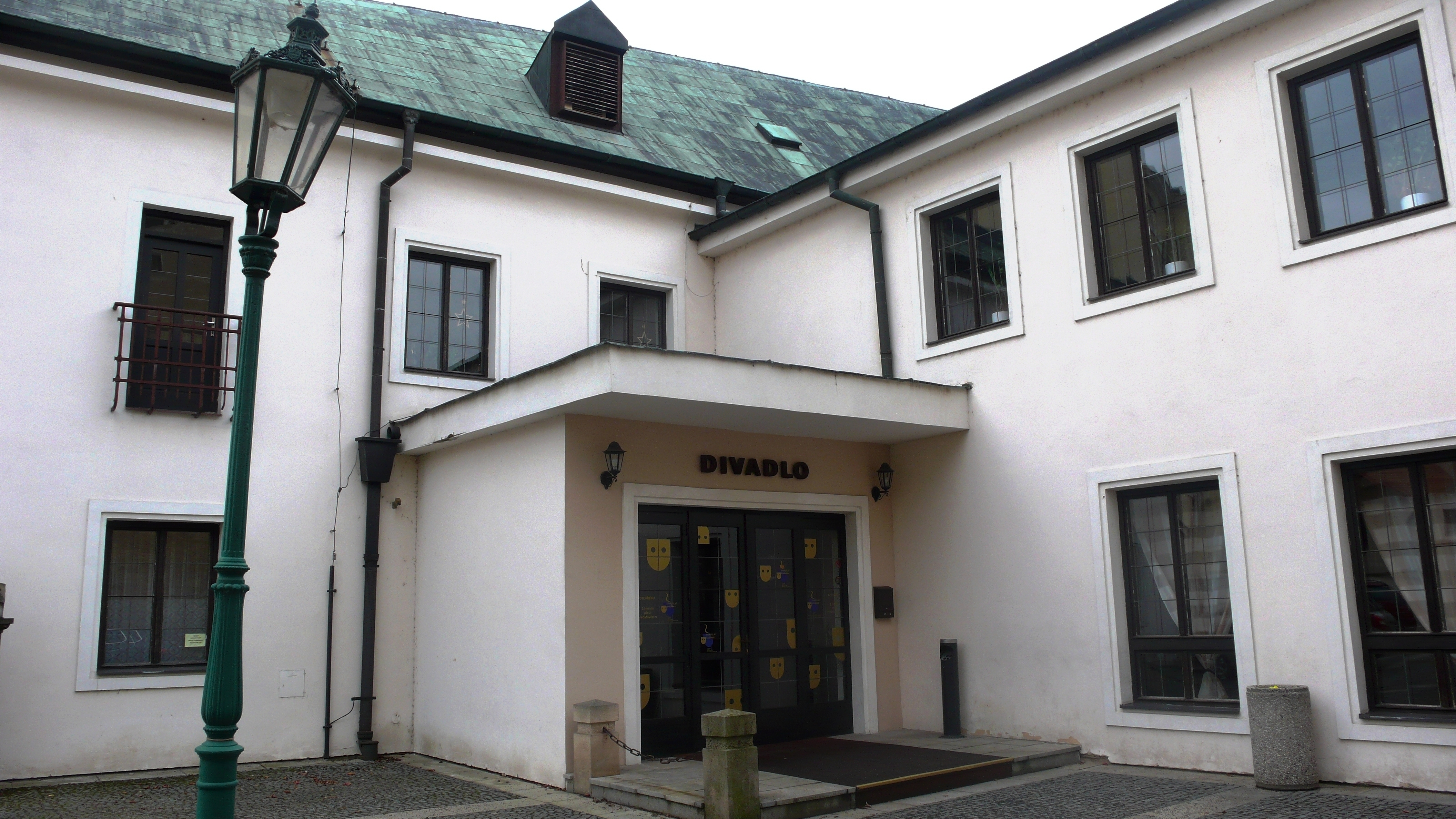
Nový vchod do divadla z přilehlé zahrady

V roce 1945 divadlo bylo poškozeno při leteckém náletu. Propadlé stropy a poškozené jeviště byly sice v roce 1952 opraveny, ale v roce 1969 divadlo bylo uzavřeno v důsledku havarijního stavu. Rekonstrukce divadla započala až v roce 1989 a dokončena byla v roce 1991.

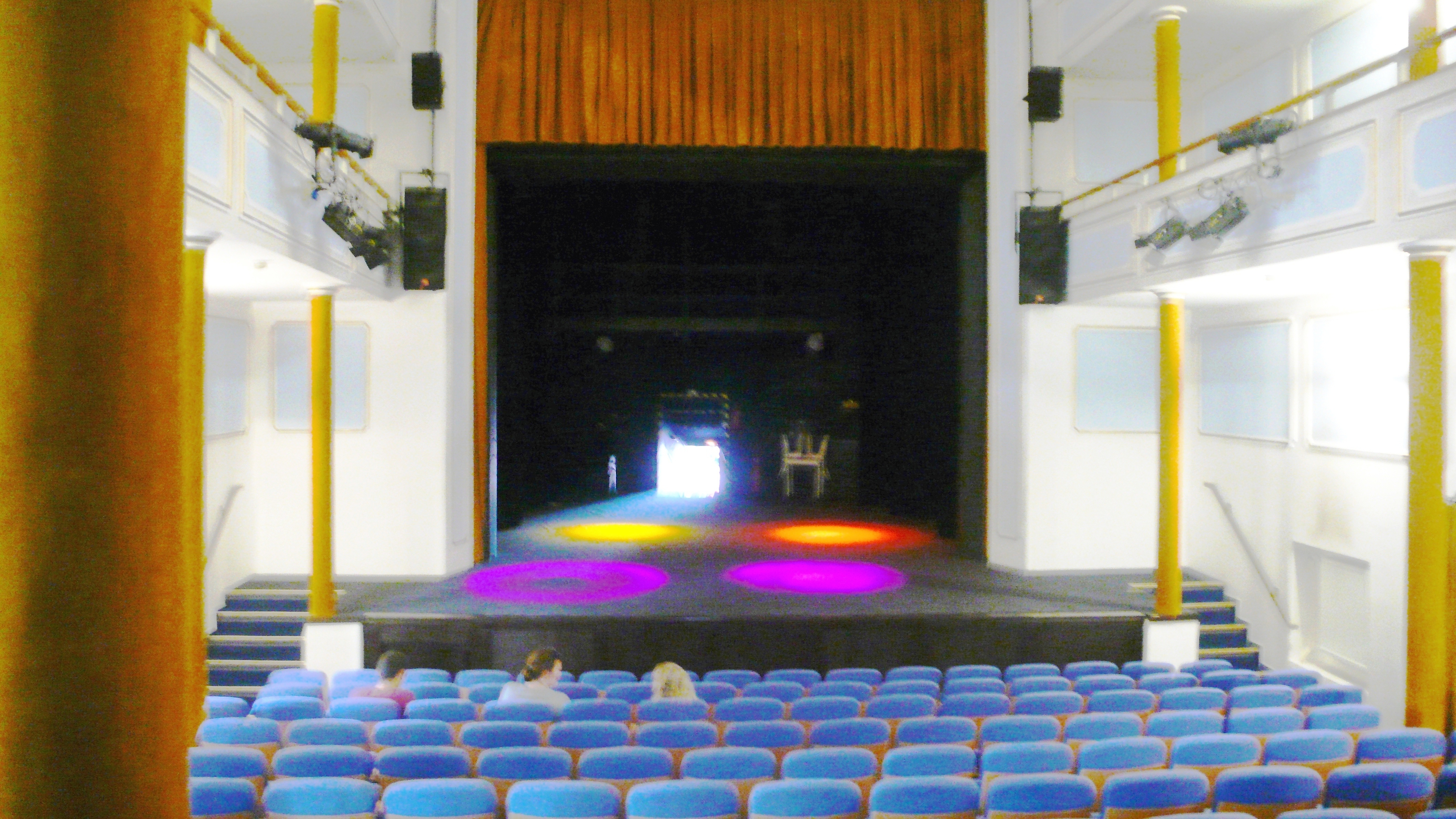
Jeviště divadla po poslední rekonstrukci

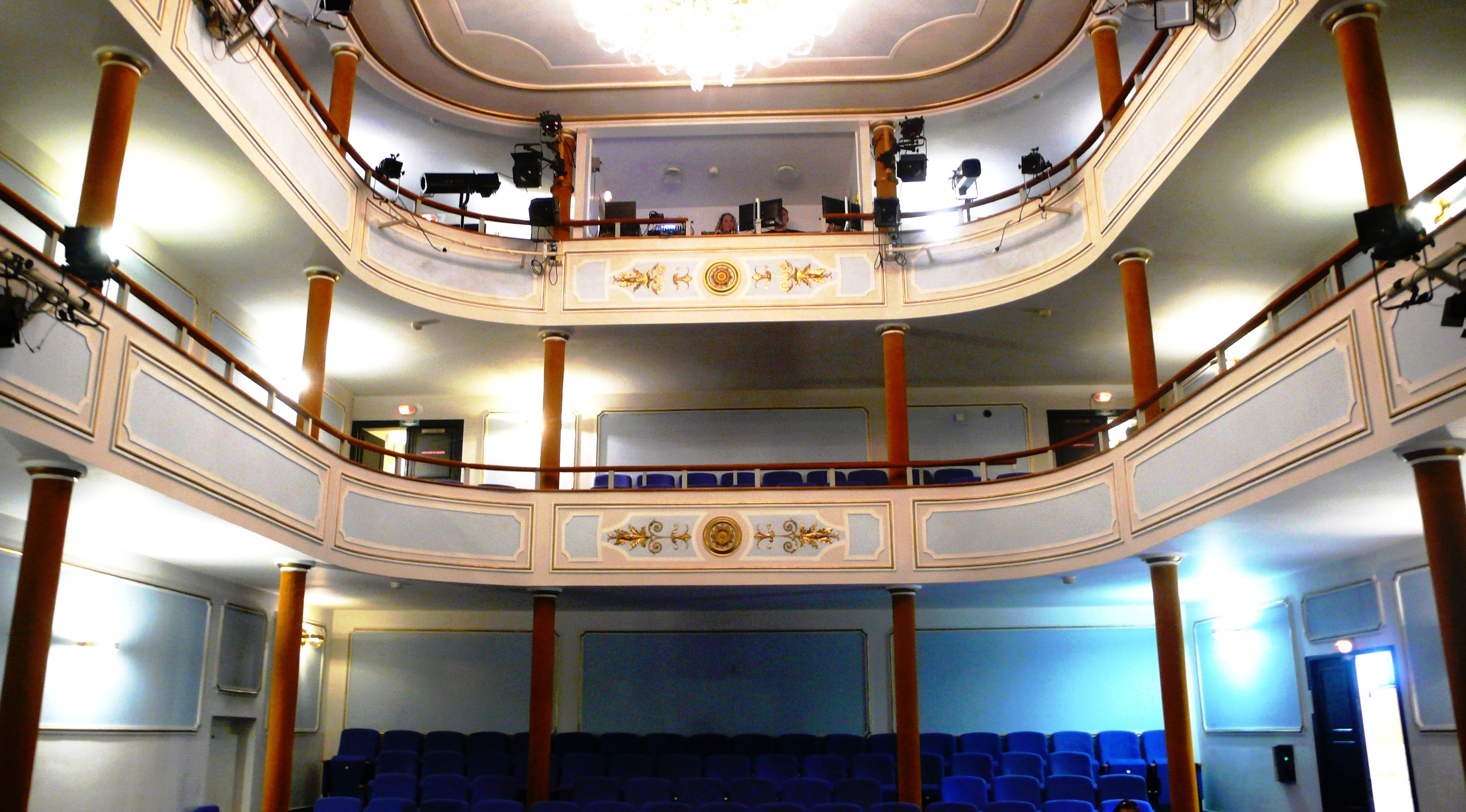
Hlediště divadla po poslední rekonstrukci

Na nároží divadla je umístěna socha Karla Hynka Máchy (1810–1836), zhotovená v dílně Václava Blažka, vztyčená v roce 1936. Za války byla ukryta, aby v roce 1946 byla znovu instalována.

## Činnost
Divadlo původně fungovalo jako čistě německé. Výhradně česky se začalo hrát až roku 1952, kdy byla budova opravena po škodách způsobených válkou.
V roce 2022 Divadlo K. H. Máchy oslavilo 200. výročí založení nejen zlepšením některých interiérových prostor, ale i vystoupením řady hostujících umělců a uměleckých souborů. V souvislosti s oslavami 200. výročí divadla byla připomenuta i hudební osobnost Václava Jindřicha Veita (1806–1864), jehož mramorová busta na divadelním nádvoří pochází z roku 1904.